# Akyumak, Eleşkirt
Akyumak là một xã thuộc huyện Eleşkirt, tỉnh Ağrı, Thổ Nhĩ Kỳ. Dân số thời điểm năm 2011 là 428 người.